# Tarzan's Secret Treasure
Tarzan's Secret Treasure é um filme estadunidense de 1941, inspirado na série literária Tarzan de Edgar Rice Burroughs, onde o herói é Tarzan, um jovem criado por um grupo de macacos. Foi o quinto filme da série realizada pela MGM, com Johnny Weissmuller no papel de “Rei dos Macacos”.

## Sinopse
Uma expedição chega à selva, e nos domínios de Tarzan dois vilões, Medford (Tom Conway) e Vandermeer (Philip Dorn), descobrem a existência de ouro em abundância. Eles raptam Jane e Boy para fazer com que Tarzan lhes mostre a localização do ouro. Logo, o grupo é capturado por nativos, e consequentemente Tarzan vai em seu socorro.

## Elenco
- Johnny Weissmuller … Tarzan
- Maureen O'Sullivan … Jane Parker
- Johnny Sheffield … Boy
- Reginald Owen … Prof. Elliot
- Barry Fitzgerald … O’Doul
- Philip Dorn … Vandermeer
- Tom Conway ... Medford